# Sadaqa

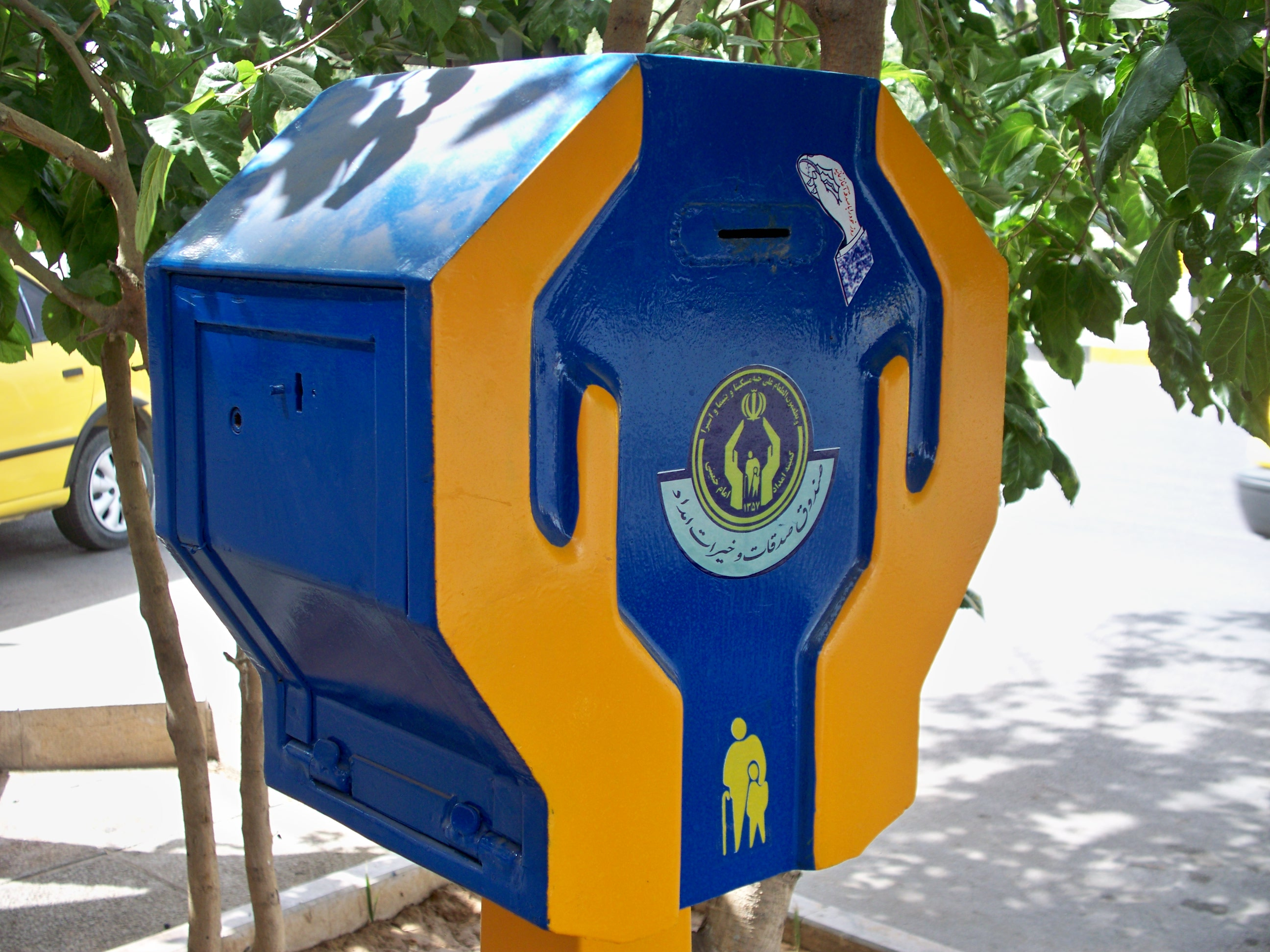
Boîte à aumône en Iran.

La sadaqa ou sadaka (en arabe : صدقة, pl. sadaqât) est une aumône, un don spontané, non obligatoire à la différence de la zakât (parfois aussi appelée sadaka) qui est une aumône  obligatoire appartenant aux 5 piliers de l'islam. Le terme provient du mot arabe « sadaq », qui signifie sincérité et vérité, elle représente un acte de charité désintéressé qui revêt une grande importance dans la vie des musulmans du monde entier. Des levées fiscales (sadaqat) sont instituées en l'an 9 de l'hégire (630) en un impôt obligatoire régulier et collectif dont le but religieux selon le Coran, est de « purifier » les 
musulmans.

## Présentation
Le terme et ses dérivés apparaissent 24 fois dans le Coran et son usage suggère l'existence d'un usage préislamique. Le sens coranique du terme inclut à la fois le sens plus tardif de sadaqa et celui de zakat, même si cette distinction semble coranique. Ce terme est aussi présent dans les hadiths, où il conserve le double sens. Ceux-ci l'encouragent et en citent les mérites. Ainsi, la sadaqa a pour but l'expiation ou la protection du donateur.